# Wyżni Staw Rohacki
Wyżni Staw Rohacki, Zadni Staw Rohacki (słow. Štvrté Roháčske pleso, Horné Roháčske pleso) – jeden z czterech Rohackich Stawów znajdujących się na trzech tarasach w górnej części Doliny Rohackiej w słowackich Tatrach Zachodnich. Położony jest na wysokości 1720 m n.p.m., na dnie zniszczonego przez erozję zbiornika firnowego. Jego wody odpływają w kierunku Doliny Spalonej. Znajduje się na wierzchowinie wzniesienia Przednie Zielone, od północnej strony opada do niego stroma ściana Zielonego Wierchu Rohackiego podsypana stożkami piargowymi i wielkimi głazami. Staw ma skaliste brzegi, znad których widoczny jest Wołowiec, Rakoń i jego północno-zachodnia grań. Często przebywają na jego wodach dożywiane przez turystów i niemal oswojone kaczki krzyżówki.
Wzdłuż stawu prowadzi dobrze utrzymany szlak turystyczny i ścieżka dydaktyczna z tablicami informacyjnymi.

## Szlaki turystyczne
– zielony od Bufetu Rohackiego dolną częścią Doliny Smutnej, obok Niżniego i Pośrednich Stawów do Wyżniego Stawu Rohackiego i dalej na Banikowską Przełęcz.
- Czas przejścia od bufetu do Wyżniego Stawu: 1:30 h, ↓ 1 h
- Czas przejścia znad Wyżniego Stawu na przełęcz: 2:05 h, ↓ 1:35 h

  – niebieski od skrzyżowania ze szlakiem zielonym przy Wyżnim Stawie Rohackim obok Rohackich Wodospadów do rozdroża szlaków na placu Adamcula przy szosie prowadzącej Doliną Rohacką. Odległość 7 km, różnica wzniesień 320 m. Czas przejścia: 1:10 h, ↑ 1:30 h